# Garber (Oklahoma)
Garber és una ciutat dels Estats Units a l'estat d'Oklahoma. Segons el cens del 2000 tenia 845 habitants.

## Demografia
Segons el cens del 2000, Garber tenia 845 habitants, 360 habitatges, i 244 famílies. La densitat de població era de 665,8 habitants per km².
Dels 360 habitatges en un 28,3% hi vivien nens de menys de 18 anys, en un 53,1% hi vivien parelles casades, en un 10,8% dones solteres, i en un 32,2% no eren unitats familiars. En el 31,1% dels habitatges hi vivien persones soles el 16,7% de les quals corresponia a persones de 65 anys o més que vivien soles. El nombre mitjà de persones vivint en cada habitatge era de 2,35 i el nombre mitjà de persones que vivien en cada família era de 2,93.
Per edats la població es repartia de la següent manera: un 25,8% tenia menys de 18 anys, un 7,8% entre 18 i 24, un 23,7% entre 25 i 44, un 23,2% de 45 a 60 i un 19,5% 65 anys o més.
L'edat mediana era de 39 anys. Per cada 100 dones de 18 o més anys hi havia 88,9 homes.
La renda mediana per habitatge era de 25.000 $ i la renda mediana per família de 32.778 $. Els homes tenien una renda mediana de 27.417 $ mentre que les dones 18.750 $. La renda per capita de la població era de 13.284 $. Entorn del 8,5% de les famílies i el 12,4% de la població estaven per davall del llindar de pobresa.

## Poblacions més properes
El següent diagrama mostra les poblacions més properes.